# ローレンス・T・デュボース
“ラリー”ローレンス・トゥームズ・デュボース（Laurance Toombs DuBose, 1893年5月21日 - 1967年7月11日）はアメリカ海軍の軍人、最終階級は大将。
第二次世界大戦の前半期には重巡洋艦「ポートランド」 (USS Portland, CA-33) 艦長としてガダルカナル島をめぐる海戦で日本海軍艦隊といくたびか交戦し、後半には巡洋艦部隊を指揮。1944年10月25日のレイテ沖海戦では日本海軍の空母「千代田」を砲撃で撃沈する稀有な戦果をおさめた。デュボースはソロモンとレイテ沖の戦功で、合計3個の海軍十字章が授けられた。
なお、ファーストネームのスペルは "Laurance" であり、ローレンス・オリヴィエ（Lord Laurence Olivier）などの "Laurence" ではない。また、姓の "DuBose" の日本語読みは「デュボース」、「デュボーズ」と統一されていない。「デュ・ボース（デュ・ボーズ）」と区切る文献もある。姓のスペルは、アーリントン国立墓地の墓碑では "Du BOSE" と、間を若干離している。

## 生涯

### 前半生
“ラリー”こと、ローレンス・トゥームズ・デュボースは1893年5月21日、ワシントンD.C.に生まれる。デュボースには3人の姉妹がいた。海軍兵学校（アナポリス）に進み、1913年に卒業。卒業年次から「アナポリス1913年組」と呼称された。
候補生を経て少尉に任官し、以降はさまざまな艦や職務を歴任。1934年6月までは駆逐艦「シェンク」 (USS Schenck, DD-159) 艦長を務めた。この間、1921年11月22日にはワシントンでガートルード・トンプソンと結婚し、1923年2月3日には一人娘のアン・ダウ・デュボースが生まれた。やがてアン・ダウは1943年4月23日にロイヤル・K・ジョスリン・ジュニアと結婚し、1946年3月13日にはデュボースの孫にあたるパトリシア・ヘンリー・ジョスリンを産んだ。

### 「ポートランド」艦長

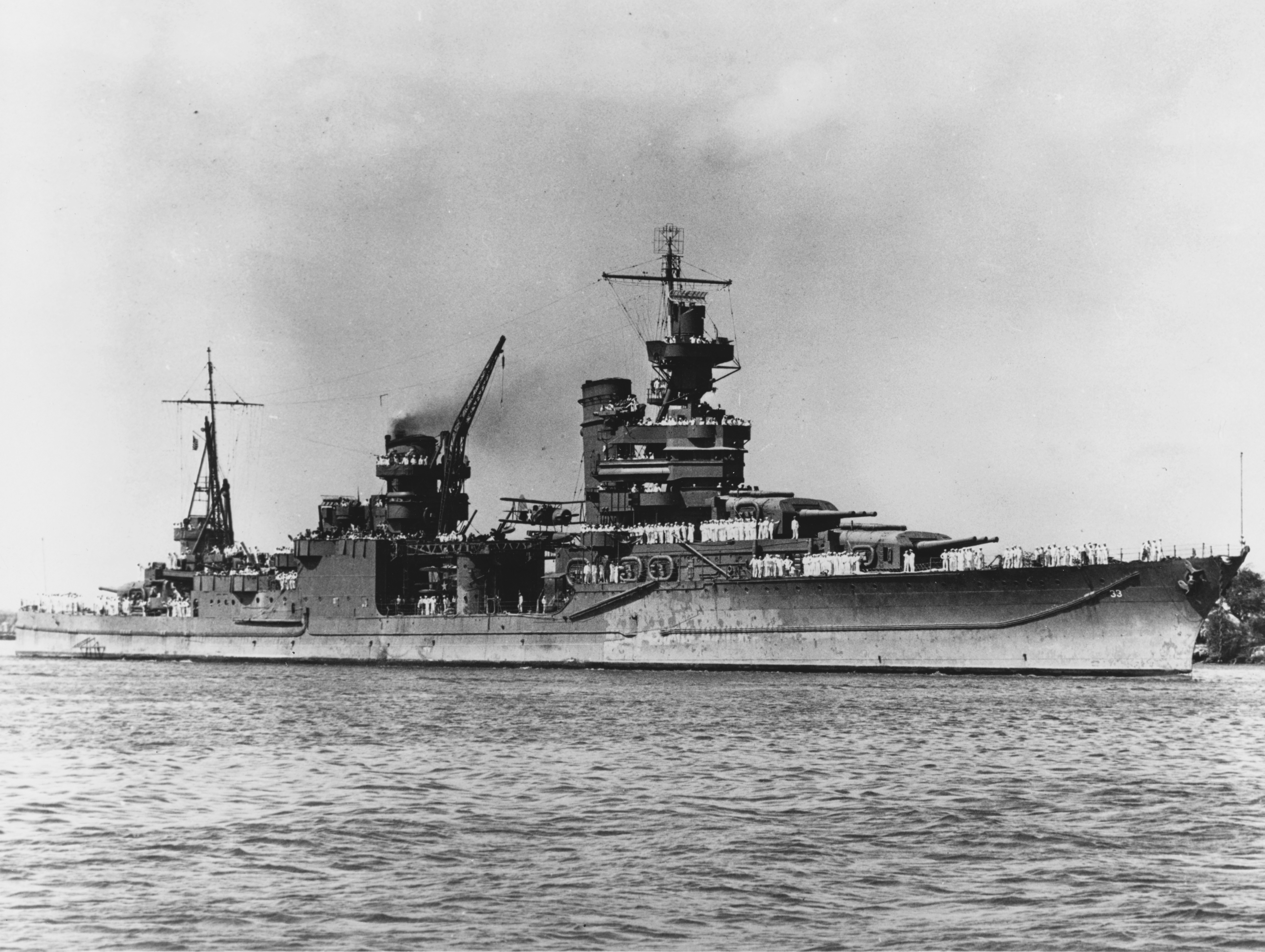
「ポートランド」（1942年6月）

真珠湾攻撃後の1942年5月、デュボースは大佐に昇進して重巡洋艦「ポートランド」艦長となる。当時「ポートランド」はトーマス・C・キンケイド少将（アナポリス1908年組）率いる攻撃部隊に属し、日本軍が5月4日から8日にかけて行ったポートモレスビー攻略に伴う珊瑚海海戦に参加した。この戦いで空母「レキシントン」 (USS Lexington, CV-2) が失われ、「ポートランド」は「レキシントン」の生存者722名を救出した。続くミッドウェー海戦ではフランク・J・フレッチャー少将（アナポリス1906年組）率いる第17任務部隊に所属し、空母の護衛任務を担当した。「ポートランド」艦長時代初期のデュボースは、乗組員から「甘いP」 (Sweet ‘P.') というニックネームを授けられていた。しかし、デュボースに率いられた「ポートランド」は、やがて「甘い」どころか激烈な戦場に飛び込んでいくこととなる。
「ポートランド」は8月7日から9日にはソロモン諸島のガダルカナル島、ツラギ島に上陸する海兵隊の支援を行い、以降もその後同海域に留まり連合軍の補給線の防衛任務に従事。8月23日から25日にかけて行われた第二次ソロモン海戦参加ののち一旦後退し、部隊に再合流するためギルバート諸島近海を通過中の10月15日にタラワを艦砲射撃し、測量艦「筑紫」や特設巡洋艦「浮島丸」（大阪商船、4,730トン）などを大いに狼狽させた。10月26日、27日の南太平洋海戦において「ポートランド」は空母「エンタープライズ」 (USS Enterprise, CV-6) の護衛を担当。海戦でデュボースは「ポートランド」を巧みに操って「エンタープライズ」を守りきり、その戦功が評価されてデュボースに1回目の海軍十字章が授けられた。
間を置かず、「ポートランド」はダニエル・J・キャラハン少将の第67.4任務群に加わって、ガダルカナル島行の輸送船団の護衛を行う。南太平洋軍司令官ウィリアム・ハルゼー中将（アナポリス1904年組）は、輸送任務が終われば任務群は即座に退避するよう命じていたが、ニュージョージア海峡を南下する阿部弘毅少将率いる日本艦隊の接近が報じられたため、キャラハンは決然として日本艦隊に立ち向かうこととなった。11月12日深夜からの第三次ソロモン海戦では、「ポートランド」はキャラハンの旗艦である「サンフランシスコ」 (USS San Francisco, CA-38) の後ろにあり、日本艦隊の戦艦「比叡」と「霧島」に応戦したが、間を置かず駆逐艦「夕立」からの魚雷が「ポートランド」の右舷後部に直撃。「ポートランド」はスクリューを損傷して操舵が困難となり、3番砲塔も損傷し砲塔は旋回不能となった。艦は旋回を余儀なくされたが、生き残っていた砲塔で「比叡」に対して砲撃を行った。朝になり、いまだ旋回を続けていた「ポートランド」は、すでに他の艦艇の攻撃で廃墟となっていた「夕立」に対して砲撃を行い、これを撃ち沈めて復讐を果たした。「ポートランド」は大きな損傷を蒙ったものの生き残り、修理のため後送された。デュボースの「不屈の闘志」と「勇敢で献身的」な行為は高く評価され、2度目の海軍十字章に代わる金星章が授与された。「ポートランド」はメア・アイランド海軍造船所で修理とオーバーホールに入り、その間にデュボースは少将に昇進して「ポートランド」に別れを告げた。

### 巡洋艦部隊司令官
少将となったデュボースは、第13巡洋艦部隊司令官となる。新鋭の軽巡洋艦「サンタフェ」 (USS Santa Fe, CL-60) に将旗を掲げ、部隊は「バーミングハム」 (USS Birmingham, CL-62) および「モービル」 (USS Mobile, CL-63) とともに中部太平洋の戦いに加わった。第13巡洋艦部隊はウェーク島攻撃、ガルヴァニック作戦、ブーゲンビル島の戦いの支援を手始めにレイモンド・スプルーアンス大将（アナポリス1907年組）の第5艦隊の中核の一つとして作戦に従事し、1944年に入ってもクェゼリンの戦い、トラック島空襲、パラオ大空襲、ニューギニアの戦い支援、サイパンの戦いで第58任務部隊（マーク・ミッチャー中将）の支援を行う。
1944年8月、デュボースの第13巡洋艦部隊は「ジョッコー」ジョゼフ・J・クラーク少将（アナポリス1918年組）の第58.1任務群とアルフレッド・A・モントゴメリー少将の第58.4任務群とともにスカベンジャー作戦の一環として小笠原諸島に接近。部隊は「バーミングハム」に代わって「ビロクシ」 (USS Biloxi, CL-80) と「オークランド」 (USS Oakland, CL-95) が加わり、ほかに駆逐部隊も加勢して父島近海に進出し、ここで第4804船団の残党に遭遇する。8月4日夜、第4804船団から駆逐艦「松」が反転して第13巡洋艦部隊に挑んだ。「松」の反撃は正確ではあったが、やがて第13巡洋艦部隊の猛打を浴びて沈没。第4804船団の残存輸送船であった「利根川丸」（松岡汽船、4,997トン）も照明弾射撃で撃沈した。
8月末、スプルーアンスの第5艦隊はハルゼーの第3艦隊と入れ替わり、デュボースは再びハルゼーの指揮下に入る。引き続き第38任務部隊（ミッチャー中将）とともに行動し、9月のペリリューの戦い支援を経て、10月からは沖縄、台湾およびフィリピンへの攻撃のためウルシー環礁を出撃した。10月10日に沖縄に対する空襲を行ったあと、2日後には台湾各地を空襲し、これに対して第一航空艦隊（寺岡謹平中将）と第二航空艦隊（福留繁中将）は攻撃隊を何度も出撃させた（台湾沖航空戦）。10月14日、重巡洋艦「キャンベラ」 (USS Canberra, CA-70) と「ヒューストン」 (USS Houston, CL-81) が日本機の雷撃で航行不能となり、デュボースの第13巡洋艦部隊が損傷艦の援護にあたることとなった。このころ、ハルゼーは日本側の放送を傍受して舞い上がった日本艦隊が出て来るであろうと予測し、第30.3.1任務群を臨時に編成させてデュボースに指揮をとらせた。デュボースは4ノット未満しか出ない任務群を率い、ハルゼーの指示通りに絶えず遭難信号を発して辛抱の航海を続けた。はたして、日本海軍は志摩清英中将率いる遊撃部隊を出撃させたが、偵察機が第38任務部隊の健在を確認したためハルゼーの罠にはかからず、遊撃部隊をひっこめさせて逆に第30.3.1任務群に対する新手の攻撃隊を繰り出し、手負いの「ヒューストン」に新たな損傷を与えた。デュボースは10月17日まで任務群を指揮したあと、「キャンベラ」と「ヒューストン」をタグボートに委ねて第38任務部隊に合流していった。

### 「千代田」と「初月」を撃沈

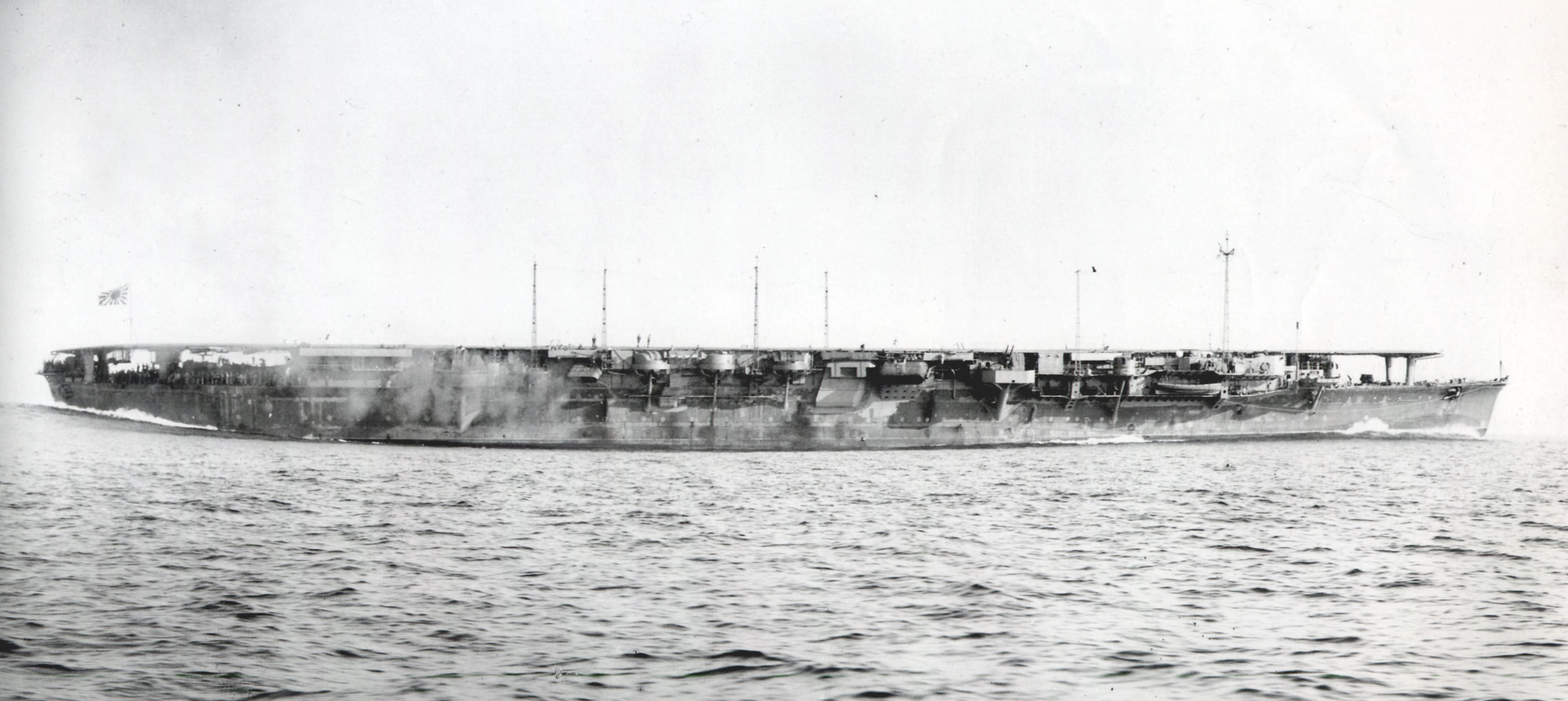
「千代田」

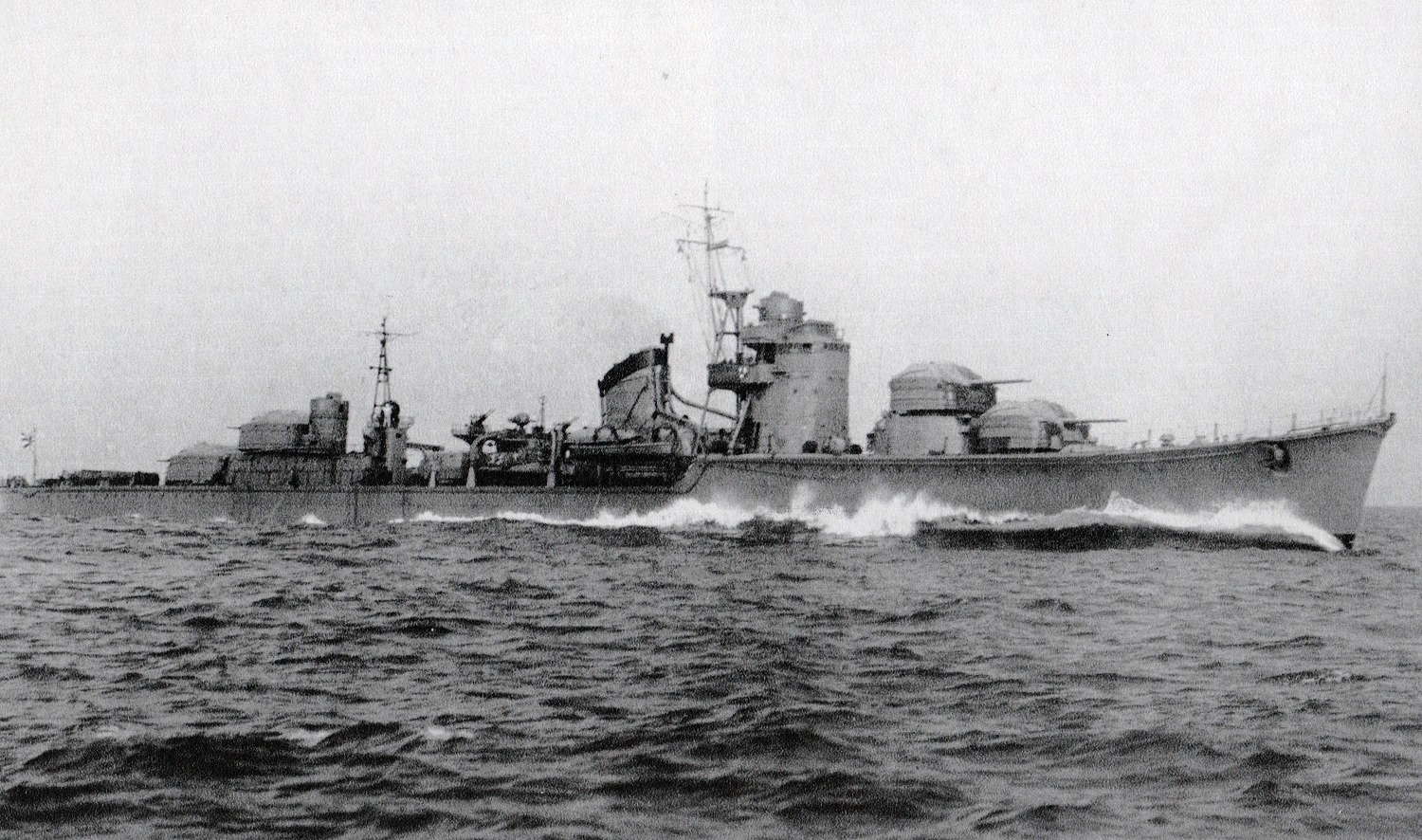
「初月」

レイテ沖海戦でのデュボースの第13巡洋艦部隊は、フレデリック・C・シャーマン少将（アナポリス1910年組）の第38.3任務群に属した。10月24日、第38.3任務群は栗田健男中将率いる第二遊撃部隊への反復攻撃を行っていたが、日本機の反撃で空母「プリンストン」 (USS Princeton, CVL-23) が大破して爆発を起こし、救援で付き添った「バーミングハム」もスプリンクラー被害を受けて戦線から離脱した。「プリンストン」はミッチャーの指示で処分された。栗田艦隊は反復攻撃でいったん西航したが、空襲が収まったのを見て反転。しかし、ハルゼーは念のために第38任務部隊から戦艦と巡洋艦を抽出して第34任務部隊を編成し、ウィリス・A・リー中将（アナポリス1908年組）に部隊を与えてサンベルナルジノ海峡に張り付かせた。ところが、夕刻になって偵察機が小沢治三郎中将率いる機動部隊を発見したことでハルゼーの考えが変わった。「栗田艦隊が万が一再反転してレイテ湾に向かっても手負いだろうから、キンケイドの第7艦隊で対処できるだろう」と。討議を重ねたあと、ハルゼーは全艦艇を小沢艦隊の撃滅のために差し向ける決定を下して北方に向かわせたが、これはハルゼーの罠に志摩がはまらなかったのとは対照的に、小沢の罠にハルゼーが釣られたことを意味した。
10月25日、ハルゼーは朝から小沢艦隊を滅多打ちにすべく攻撃を反復させたが、これと相前後してサンベルナルジノ海峡を突破した栗田艦隊が第7艦隊の護衛空母に対して猛攻を仕掛け、キンケイドはただでさえ狼狽したが、ハルゼーが北方に全力投球していることを知りさらに仰天した。キンケイドの悲鳴を聞いてもいまだ余裕だったハルゼーではあったが、太平洋艦隊司令長官チェスター・ニミッツ大将（アナポリス1905年組）から「第34任務部隊はどこにいるか？世界が訝っている（実際は、後方の１文は、「暗号解読防止の為の本文と無関係な１文」だったが、受信した通信員が本文に続くものと誤断して、そのまま伝えたものであった）」との電文を受け取って今度は自身が落ち着きをなくし、平静を取り戻したあと、第34任務部隊の大部分を反転させて栗田艦隊に差し向けた。そして、デュボースの第13巡洋艦部隊に巡洋艦と駆逐艦を足して残的掃討にあたらせた。歴戦の空母「瑞鶴」をはじめとする小沢艦隊の大部分は叩いたと判断されたが、「千代田」が単艦、放棄されたかのように取り残されていた。ところが、空母「レキシントン」 (USS Lexington, CV-16) 攻撃隊の指揮官機が「千代田」の近くを飛来した際、「千代田」が対空砲火を撃ちあげたため、「千代田」は放棄されていないと判断される。「レキシントン」指揮官機は第13巡洋艦部隊に「千代田」健在を伝え、デュボースは指揮下艦艇に「千代田」撃沈を令した。第13巡洋艦部隊に追加された重巡洋艦「ウィチタ」 (USS Wichita, CA-45) と「ニューオーリンズ」 (USS New Orleans, CA-32) が先制攻撃を行い、「サンタフェ」と「モービル」もこれに続いた。4隻の巡洋艦から砲弾を浴びた「千代田」は横転沈没。この瞬間、デュボースは1940年6月8日にイギリス空母「グローリアス」 (HMS Glorious, 77) を撃沈した第三帝国海軍のヴィルヘルム・マルシャル中将、「千代田」撃沈の約半日前に護衛空母「ガンビア・ベイ」 (USS Gambier Bay, CVE-73) を撃沈した栗田に続く、3人目かつ最後の「水上砲戦で空母を撃沈した提督」となった。
小沢艦隊の残党は「千代田」だけではなかった。軽巡洋艦「五十鈴」と駆逐艦「若月」および「初月」は、「千代田」を探し求めたり「瑞鶴」の生存者の捜索にあたっていた。「千代田」を片付けたデュボースの第13巡洋艦部隊は、夜に入って3隻をレーダーで探知し、先制攻撃を開始する。デュボースは日本艦の雷撃を警戒して巧みに反転を繰り返しつつ砲撃を続けさせ、間もなく「初月」が反転して第13巡洋艦部隊に挑戦してきたため、集中砲火を浴びせて「初月」を討ち取った。「五十鈴」と「若月」にも至近弾を浴びせたが、「初月」を始末している間に振り切られた。第13巡洋艦部隊は再び第38.3任務群に合流し、10月30日にウルシーに帰投。ここで司令官の交代が行われ、デュボースは司令官の座をモートン・デヨ少将（アナポリス1911年組）に譲って「サンタフェ」を去った。
デュボースはレイテ沖海戦の戦功で3度目の海軍十字章に代わる2個目の金星章を授与されたが、受賞対象は「千代田」と「初月」の撃沈ではなく、第30.3.1任務群での逃避行であった。

## その後
デュボースは海上勤務から陸上勤務に移り、海軍調査委員会議長と賞勲会議のメンバーとなる。1948年には中将に昇進し、8月にジョージ・D・マレー中将（アナポリス1910年組）の後任として第1艦隊司令長官となり、1949年1月8日まで在職した。1951年3月から1953年までは人事局の局長を務め、1955年6月1日に大将に名誉昇進して退役した。デュボースは1967年7月11日にサウスカロライナ州チャールストンにおいて74歳で亡くなり、アーリントン国立墓地に埋葬されている。